# 公元前12世纪国家领导人列表
本列表列出公元前12世紀（公元前1200年–公元前1101年）各國家的國家元首。

## 非洲
- 埃及新王國時期
  - 埃及第十九王朝
    - 法老 – 
      1. 阿蒙麦西斯，法老（公元前1203年–公元前1197年）
      2. 塞提二世，法老（公元前1201年–公元前1198年）
      3. 西普塔，法老（公元前1197年–公元前1191年）
      4. 塔沃斯塔王后（公元前1191年–公元前1189年）

  - 埃及第二十王朝
    - 法老 – 
      1. 塞特纳克特，法老（公元前1189年–公元前1186年）
      2. 拉美西斯三世，法老（公元前1186年–公元前1155年）
      3. 拉美西斯四世，法老（公元前1155年–公元前1149年）
      4. 拉美西斯五世，法老（公元前1149年–公元前1145年）
      5. 拉美西斯六世，法老（公元前1145年–公元前1137年）
      6. 拉美西斯七世，法老（公元前1136年–公元前1129年）
      7. 拉美西斯八世，法老（公元前1130年–公元前1129年）
      8. 拉美西斯九世，法老（公元前1129年–公元前1111年）
      9. 拉美西斯十世，法老（公元前1111年–公元前1107年）
      10. 拉美西斯十一世，法老（公元前1107年–公元前1077年）

## 亞洲

### 東亞
中国（商朝）
- 王[1] – 
  1. 武丁昭（前1250年–前1192年）
  2. 祖庚曜（前12世纪前期）
  3. 祖甲载（前12世纪前期）
  4. 廪辛先（前12世纪前期）
  5. 庚丁嚣（約前1170年–前1147年）
  6. 武乙瞿（前1147年–前1113年）
  7. 文丁托（前1112年–前1102年）
  8. 帝乙羡（約前1101年–前1076年）
- 周原：公叔祖类、古公亶父、季歷
- 古蜀：蠶叢、柏灌

### 西亞
- 亞述帝國
  - 中亞述時期君王 –
    1. 图库尔蒂-尼努尔塔一世（約前1233年–前1197年）
    2. 亚述纳迪纳普利（約前1196年–前1194年）
    3. 亚述尼拉里三世（約前1193年–前1188年）
    4. 恩利尔-库杜里-乌苏尔（約前1187年–前1183年）
    5. 尼努尔塔-阿帕尔-伊库尔（約前1182年–前1180年）
    6. 亚述-丹一世（約前1179年–前1133年）
    7. 尼努尔塔图库尔蒂亚述（英语：Ninurta-tukulti-Ashur）（約前1133年）
    8. 姆塔基尔努斯库（英语：Mutakkil-nusku）（約前1133年）
    9. 亚述雷什伊希一世（約前1133年–前1115年）
    10. 提格拉特帕拉沙尔一世（約前1115年–前1076年）

- 巴比倫第三王朝（加喜特人）
  - 君王 –  
    1. 阿达德-舒马-乌苏尔（約前1216年–前1187年）
    2. 美里·什帕克（約前1186年–前1172年）
    3. 麦若达赫·巴拉丹一世（約前1171年–前1159年）
    4. 扎巴巴·舒姆·伊地那（約前1158年）
    5. 恩利尔·那丁·阿黑（約前1157年–前1155年）

- 巴比伦第四王朝（伊辛第二王朝）
  - 君王 – 
    1. 马尔杜克·卡比特·阿海舒（約前1155年–前1146年）
    2. 伊提·马尔杜克·巴拉图（約前1146年–前1132年）
    3. 尼努尔塔·那丁·舒米（約前1132年–前1126年）
    4. 尼布甲尼撒一世（約前1126年–前1103年）
    5. 恩利尔·那丁·阿普利（約前1103年–前1100年）

- 埃蘭
  - 君王（英语：List of rulers of Elam） – 
    1. Hallutush-Inshushinak（约前1200年–？）
    2. Shutruk-Nahhunte I（约前1158年）
    3. Kutir-Nahhunte II（约前1155年）
    4. Shilhak-Inshushinak I（？）
    5. Hutelutush-Inshushinak（约前1110年）
    6. Shilhina-Hamru-Lakamar（前1110年–？）

- Diaokhi –

- Sien，国王（约公元前1120年–前1100年）

- 赫梯：新王国（安納托利亞）

- 苏庇路里乌玛二世，国王（约前1207年–前117年）

- 推罗 –

- Baal，国王（约前1193年）
- Pummay，国王（约前1163年–前1125年）

## 歐洲
- 雅典
  - 雅典國王 –
    1. 墨涅斯修斯（前1204年 - 前1181年或前1213年 - 前1191年）
    2. 得摩丰（前1181年 - 前1147年）
    3. 奥克因特斯（前1147年 - 前1135年）
    4. 阿普黑达斯（ 前1135年 - 前1134年）
    5. 特伊莫特斯（前1134年 - 前1126年）
    6. 美兰萨斯（英语：Eurysthenes）（前1126年–前1089年）
- 斯巴达
  - 斯巴达國王 –
    1. 歐里森尼斯（公元前1104年–前1066年）